# Teleocichla gephyrogramma
Teleocichla gephyrogramma es una especie de peces de la familia Cichlidae en el orden de los Perciformes.

## Morfología
- Los machos pueden llegar alcanzar los 4,6 cm de longitud total.[1][2]

## Hábitat
Vive en zonas de clima tropical entre 26 °C-33 °C de temperatura.

## Distribución geográfica
Se encuentran en Sudamérica: río Xingu ( cuenca del río Amazonas) en Cachoeira de von Martius (Brasil) .